# Gold Medal
Gold Medal è il sesto album della rock band statunitense The Donnas, pubblicato nel 2004 dalla Atlantic Records. È stato il primo disco ad essere pubblicato nel formato DualDisc ma fu ritirato subito in quanto l'ultima traccia dell'album veniva parzialmente omessa. Fu realizzata con una copertina nera e il video musicale di Fall Behind Me sul lato DVD.
Il singolo Fall Behind Me è stato usato come sottofondo nel 2006 per lo spot della Nissan Xterra e per la promozione dei giochi olimpici invernali femminili americani. I Don't Want to Know fa parte della colonna sonora di Gran Turismo 4 e una cover della canzone è stata usata nel videogioco Donkey Konga 2 per Nintendo GameCube. I Don't Want to Know è stato usato anche come tema per la prima stagione di South of Nowhere.

## Tracce
1. I Don't Want to Know (If You Don't Want Me) – 3:47
2. Friends Like Mine – 3:38
3. Don't Break Me Down – 3:31
4. Fall Behind Me – 3:23
5. Is That All You've Got for Me – 3:00
6. It's So Hard – 2:20
7. The Gold Medal – 2:13
8. Out of My Hands – 2:47
9. It Takes One to Know One – 2:58
10. Revolver – 3:30
11. Have You No Pride – 5:25
12. Don't Break Me Down (acoustic version) (bonus track nipponica)
13. Fall Behind Me (traccia CD-ROM)

Nei bonus del DVD legato all'album compare una traccia nascosta intitolata Lost and Found.

## Formazione
- Donna A. - voce
- Donna R. - chitarra, voce
- Donna F. - basso, voce
- Donna C. - batteria, percussioni

## Singoli
- Fall Behind Me, pubblicato nell'ottobre 2004.
  - USA: Première sulla stazione KROQ-FM (Los Angeles)e altre stazioni.
  - Regno Unito: Première su BBC Radio 1 e altre stazioni.
- I Don't Want to Know (If You Don't Want Me), pubblicato a gennaio 2005.